# Họ Cá mối
Họ Cá mối (Danh pháp khoa học: Synodontidae) là một họ cá trong bộ Aulopiformes. Họ này chứa 4 chi, chia thành 75-78 loài trong 2 phân họ là Synodontinae và Harpadontinae. Họ này chủ yếu là cá sống đáy ở biển, với một ít loài là cá nước lợ cửa sông. Chúng phân bố rộng rãi tại những vùng biển Đại Tây Dương, Ấn Độ Dương và Thái Bình Dương.

## Đặc điểm
Thuộc loại cá nhỏ, tuy cá thể lớn nhất của loài Harpadon translucens có thể dài đến 70 cm, thân hình thanh mảnh, có dạng hình trụ, đầu rất giống đầu thằn lằn. Vây lưng nằm ở phần giữa lưng, có kèm theo một vây béo nhỏ nằm gần về phía đuôi. Miệng có nhiều răng sắc, thậm chí có cả răng trên lưỡi. Cá sinh sống ở tầng đáy, ở các vùng nước nông ven biển. Các loài sống sâu nhất cũng không vượt quá độ sâu 400 m (1.300 ft). Một vài loài trong phân họ Harpadontinae sống tại vùng nước lợ cửa sông. Chúng ưa thích môi trường nhiều cát và thông thường có màu cơ thể giúp chúng ngụy trang trong những môi trường như vậy. Cá bột bơi tự do, có những đốm đen trên ruột của chúng, có thể nhìn thấu qua do thân trong suốt không có vẩy của chúng.

## Phân loại
- Harpadontinae
  - Harpadon: 5 loài.
  - Saurida: 22-24 loài.
- Synodontinae
  - Synodus: 46 loài.
  - Trachinocephalus: 2-3 loài.